# Верхня Ангара
Верхня Ангара (бур. Дееде Ангар мүрен) — річка в Росії на півночі Бурятії, друга по повноводності після Селенги річка, що впадає в Байкал. Тече по території Муйського і Північно-Байкальського районів.

## Етимологія

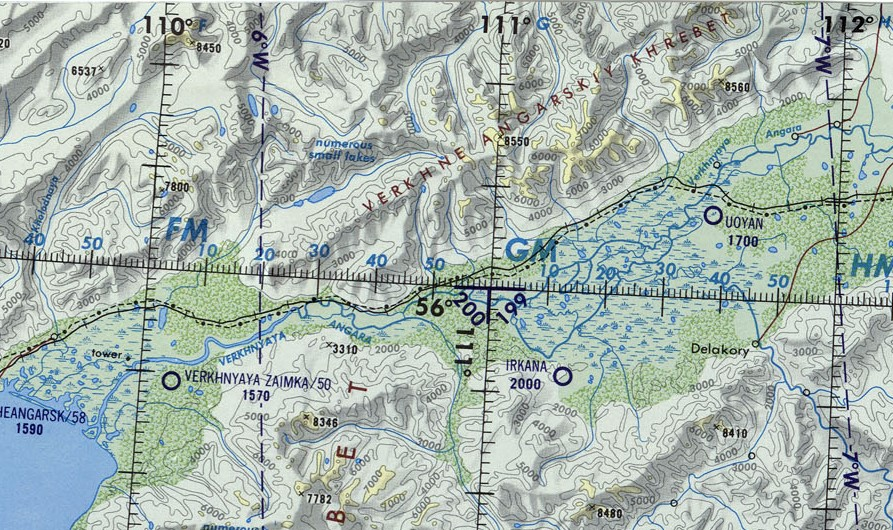

Назва Ангара походить з евенської та бурятської анга — «паща тварини, рот», ангара — «роззявлений, відкритий, сяючий», тобто "розкрита паща", що в географічній термінології означає "гирло". Іноді ангара пояснюється як «ущелина».

## Географія

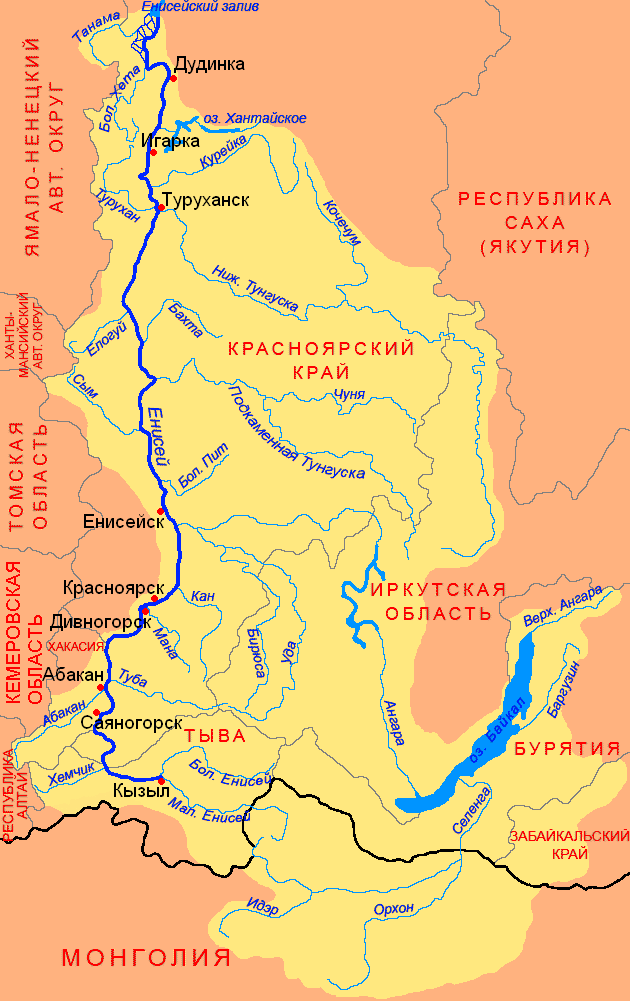
Басейн Єнісея

Довжина — 438 км, площа басейну — 21 400 км². Річка бере початок на стику Північно-Муйського і Делюн-Уранського хребтів. Тече у південно-західному напрямку. У північному краю Байкалу гирла річок Верхня Ангара і Кічера утворюють велику мілководну затоку Ангарський сор, відокремлену від глибоководної частини озера вузькою піщаною косою острова Ярки та деякими іншими.
У верхів'ях річка гірська, швидка, порожиста, але більшу частину Верхня Ангара тече заболоченою Верхньоангарською улоговиною та має рівнинний характер. У пониззі судноплавна. На значному протязі долиною річки прокладено Байкало-Амурську магістраль (БАМ) — від гирла Верхньої Ангари до впадання в неї лівого притоку, річки Ангаракан (притока Верхньої Ангари), звідки БАМ йде на схід до схід до Північно-Муйський тунель.
На берегах Верхньої Ангари розташовані населені пункти Північно-Байкальського району: робоче селище Янчукан, селище Уоян, село Верхня Заїмка (Бурятія) Верхня Заїмка; в долині — селище міського типу Новий Уоян і селище Ангоя.

## Гідрологія
Живлення річки мішане, з переважанням дощового та великою часткою підземного. Замерзає наприкінці жовтня, розкривається на початку травня. Середня витрата - 265 м³/с, мінімальний зимовий в гирлі - 45 м³/с.

## Притоки
Основні притоки: Ангаракан, Янчуй, Чуро, Котера.

## Природа
У Верхній Ангарі водяться таймень, харіус, налим; у пониззі — в'язь, щука і окунь; на нерест заходить і байкальський омуль.